# Жилой дом ГюмушГЭСа
Жилой дом ГюмушГЭСа (также известен как Дом энергетиков) — жилой дом в Ереване, расположенный по адресу улица Московян, 31/87, памятник архитектуры в стиле сталинского ампира, один из самых известных жилых домов Еревана. Построен в 1947–1953 годах по проекту архитектора Геворга Таманяна.

## История
В 1953 году вблизи города Чаренцаван на реке Раздан была запущена Гюмушская ГЭС, которая и по сей день является самой мощной ГЭС Армении. Ещё до этого по заказу «Армгидропроекта» на улице Московян начало строиться здание, предназначенное для работников ГЭС. В 1953 году была сдана первая очередь здания (первые пять из тринадцати подъездов). До постройки здания на этом месте распололагались одно- и двухэтажные хижины. 

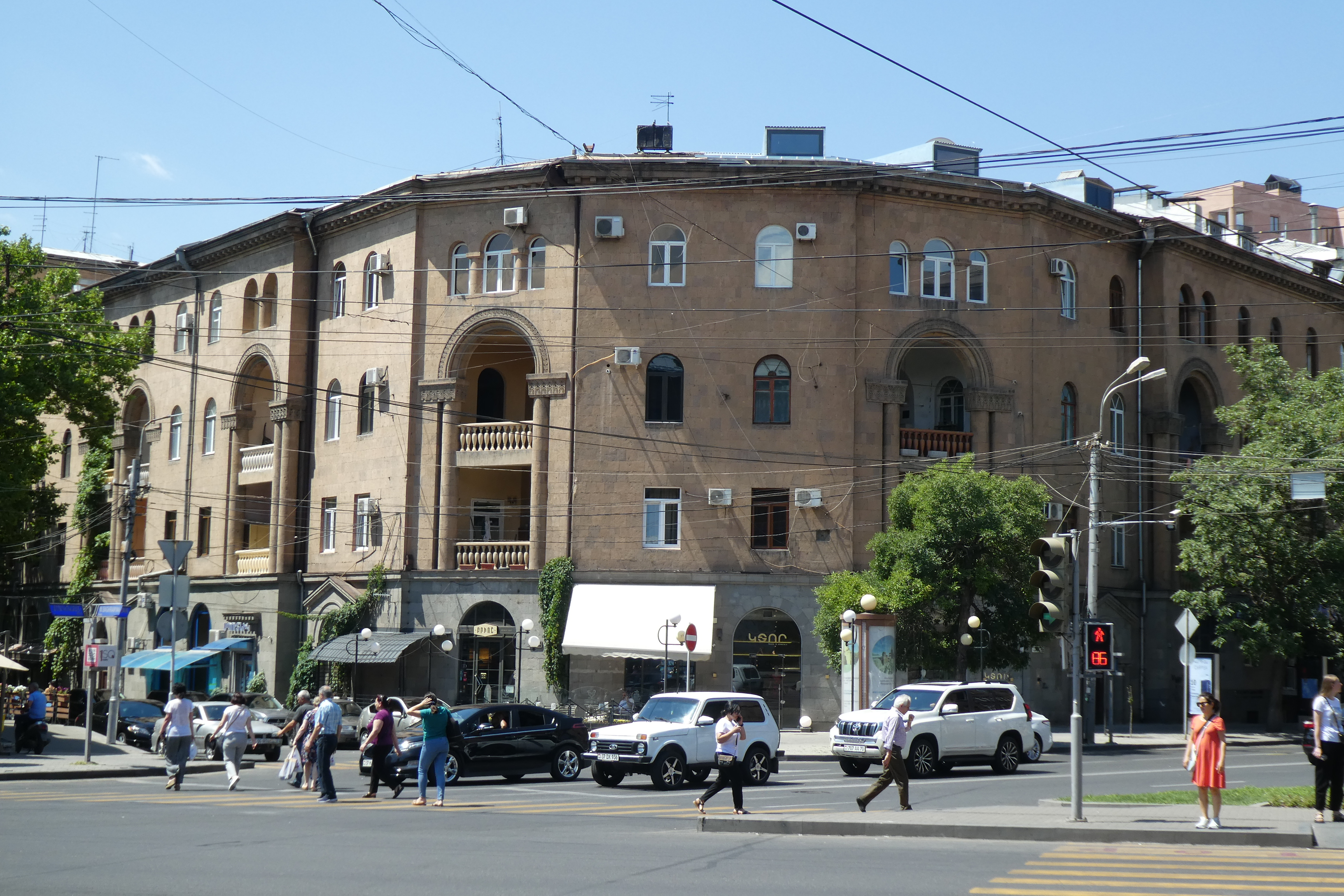
Боковой фасад здания, выходящий на пересечение улиц Московян и Степана Зоряна.

Здание стало одним из самых передовых в Ереване. В нём получали квартиры инженеры, деятели культуры, высокопоставленные лица, министры, работники ЦК. В доме всегда было отопление и горячая вода, что было редкостью для Еревана 1950-х.
В 1956 году в здание переехала библиотека №23. Библиотека находится в здании по сей день и называется библиотекой имени Джорджа Байрона (отделом искусства и литературы центральной библиотеки им. Аветика Исаакяна). В здании находился также известный ресторан «Арагил», где бывали известные люди, в том числе Вахтанг Кикабидзе и Фрунзик Мкртчян. По скверу перед зданием любил прогуливаться Мартирос Сарьян.

## Архитектурные особенности

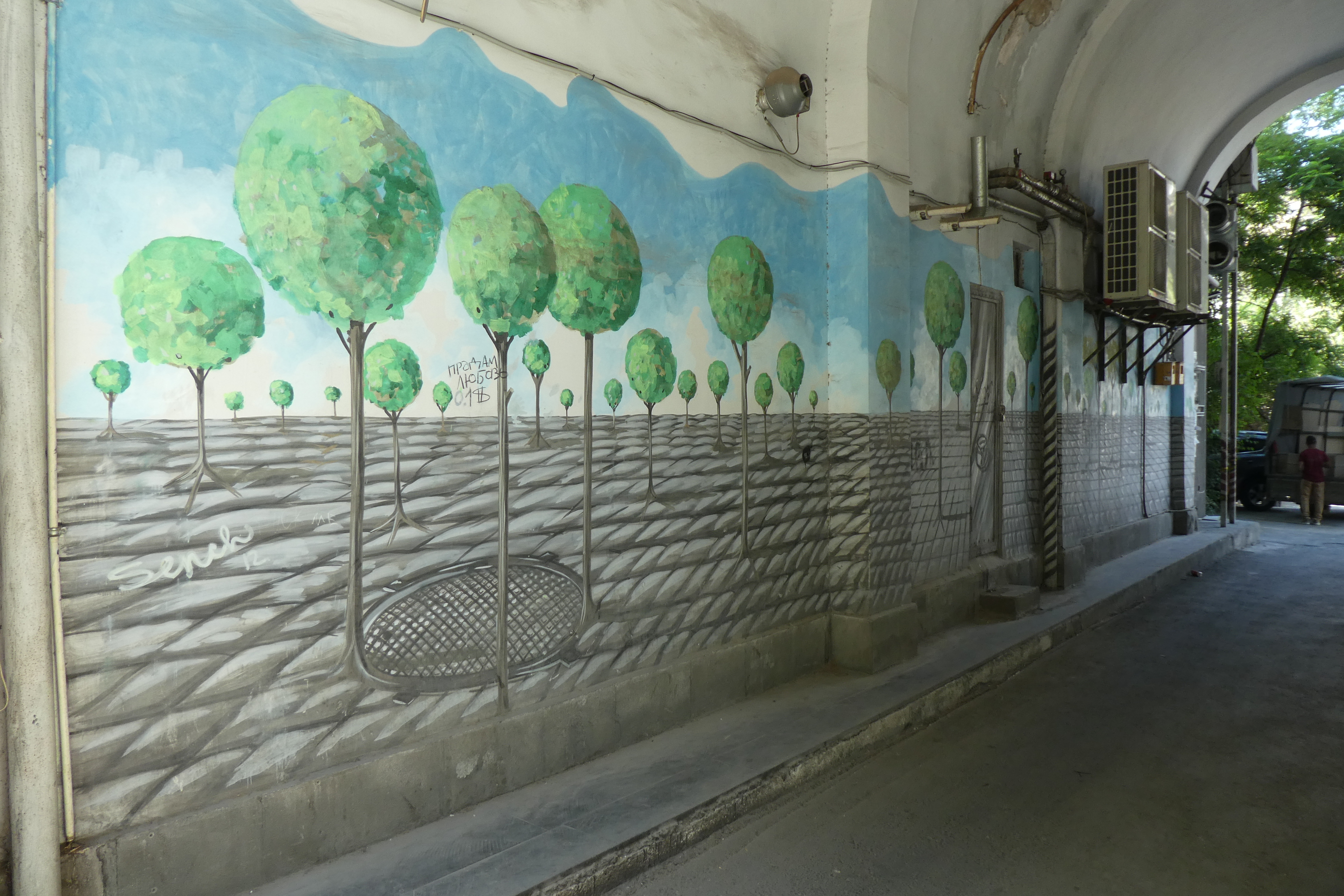
Роспись в арке здания.

В книге «Архитектура Советской Армении» (1955) архитектура здания описана следующим образом: 
Фасады дома облицованы базальтом в цокольном этаже и жёлтым анийским туфом в верхних этажах, обогащены хорошо прорисованными по формам и пропорциям пятнами арочных лоджий на фоне гладких стен и редко расставленными проёмами. Обусловленная назначением здания сдержанная монументальность сочетается в его облике с чертами уюта и теплоты, характерными для образа жилого дома. Архитектура его в целом и в деталях основывается на стремлении использования мотивов национального зодчества, творчески переосмысленных и нашедших место в новой единой композиции, отвечающей современным требованиям.

## «Мужчины»

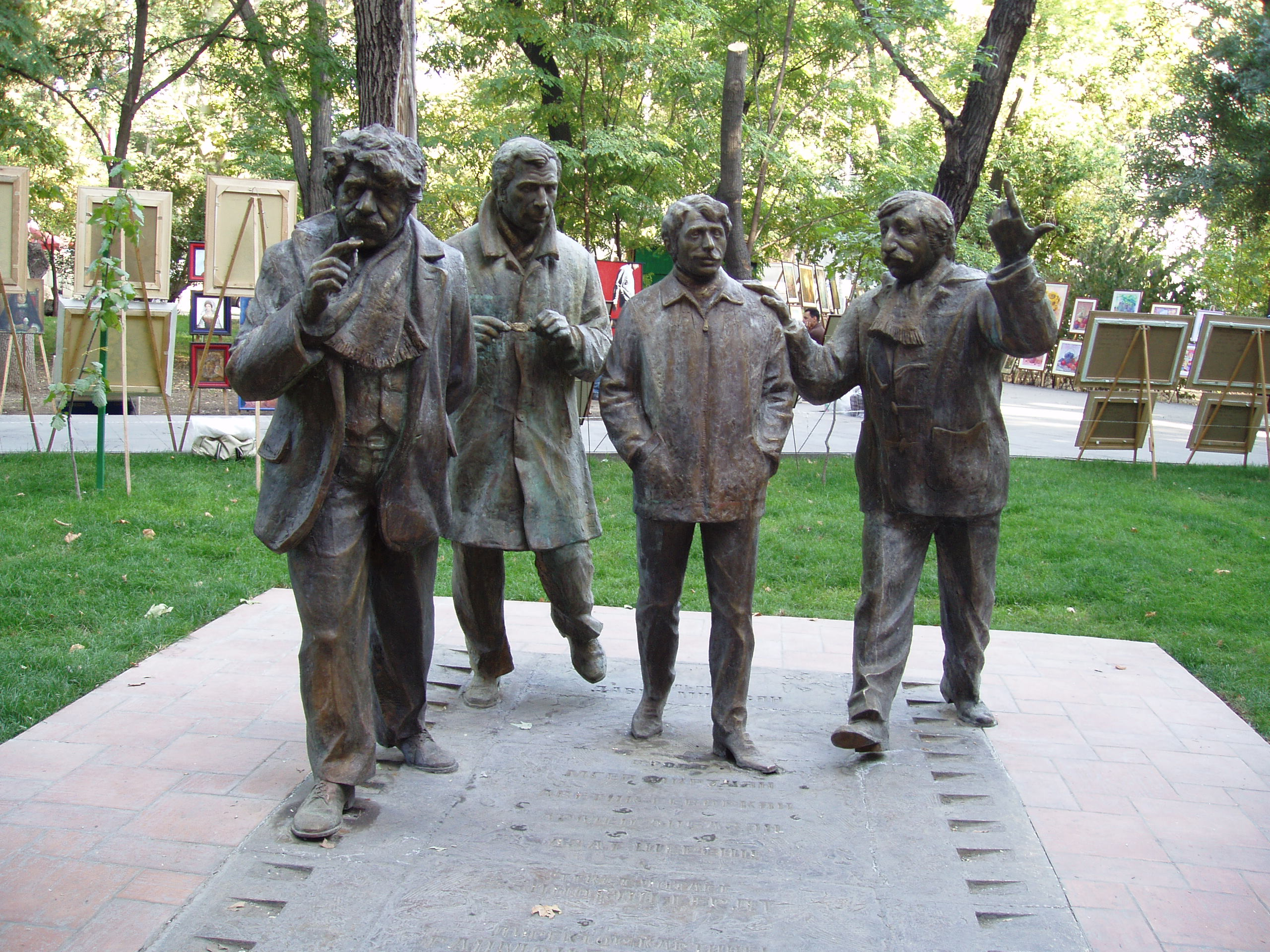
Скульптура «Мужчины» в парке имени Мартироса Сарьяна перед зданием.

Дом стал широко известен после премьеры в 1972 году художественного фильма «Мужчины» режиссёра Эдмонда Кеосаяна. По сюжету фильма квартира главной героини (вокруг которой вращается любовная линия) находится на третьем этаже дома энергетиков. Перед съёмками фильма Эдмонду Кеосаяну прислали фотографии лучших зданий Еревана, и режиссёр выбрал именно этот дом. Дом многократно снимался снаружи, но  все «квартирные» сцены снимались в павильоне. Кроме того, около дома располагалась стоянка такси, что было удобно для сюжета, так как четверо героев «Мужчин» работали именно таксистами. Часть сцен снималась на балконе третьего подъезда, также съёмки шли внутри подъезда. 
Помимо того, дом появлялся в короткометражном фильме «Каток и скрипка» (1960), дипломной работе Андрея Тарковского.

## Сквер
Перед зданием расположен сквер имени Мартироса Сарьяна (ранее сквер Большого зала Армфилармонии). Там постоянно расположен вернисаж: художники собираются и продают свои картины. В сквере находится ряд памятников:
- памятник Мартиросу Сарьяну (скульптор Левон Токмаджян, арх. Артур Тарханян; открыт в 1986 году)
- памятник «Мужчины», изображающий персонажей одноименного фильма в исполнении Фрунзика Мкртчяна, Азата Шеренца, Аветика Геворкяна и Армена Айвазяна (скульптор Давид Минасян; открыт в 2007 году)
- памятник «Древо жизни», изображающий царя Урарту Аргишти I, основателя крепости Эребуни (скульптор Н. Филипосян, арх. Феликс Дарбинян; открыт в 1970 году)[5]

Также в сквере расположено известное ереванское кафе «Козырёк».

## Известные жители
На главном фасаде здания размещено 11 мемориальных досок, посвящённых известным жителям дома. В частности, это:
- инженер-энергетик Владимир Мартынов (жил в доме с 1931 по 1987 год) — в данном случае дата на доске является ошибочной, поскольку в 1931 году дома ещё не существовало.
- писатель Леонид Гурунц (жил в доме с 1958 по 1982 год)
- писатель Гарегин Севунц (жил в доме с 1960 по 1969 год)
- актёр Гегам Арутюнян (жил в доме с 1961 по 1988 год)
- инженер, химик-технолог Амбарцум Саядян (жил в доме с 1961 по 1991 год)
- учёный-механик Сергей Амбарцумян (жил в доме с 1961 по 2018 год)
- историк Джон Киракосян (жил в доме с 1969 по 1985 год)
- врач Эмиль Габриэлян (жил в доме с 1972 по 2010 год)
- дирижёр и хормейстер Татул Алтунян (даты проживания в доме не указаны)
- военачальник, генерал-майор Гайк Мартиросян (даты проживания в доме не указаны)
- государственный деятель Вазрик Секоян (даты проживания в доме не указаны)

## Галерея

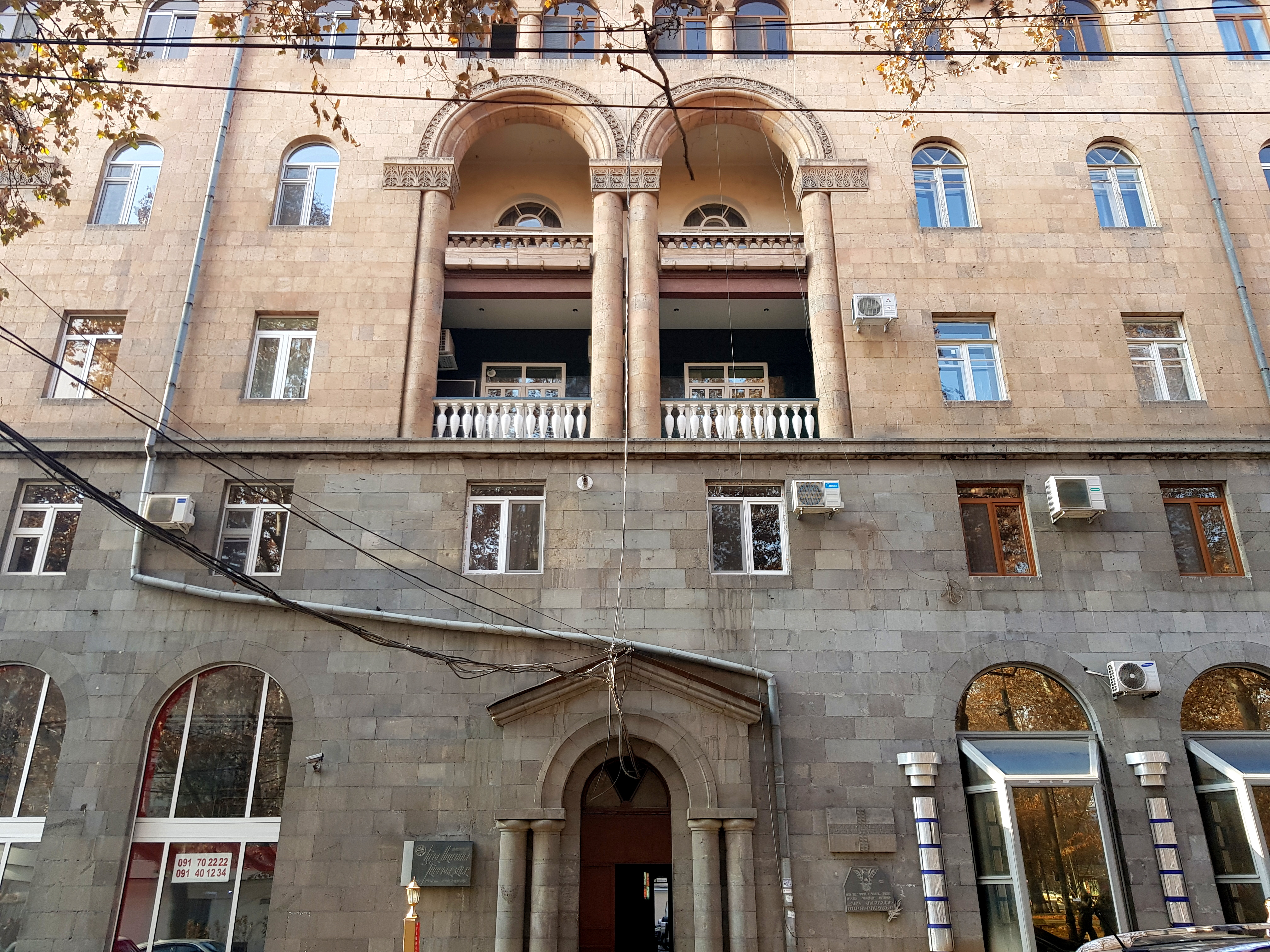
Детали фасада, выходящего на улицу Степана Зоряна
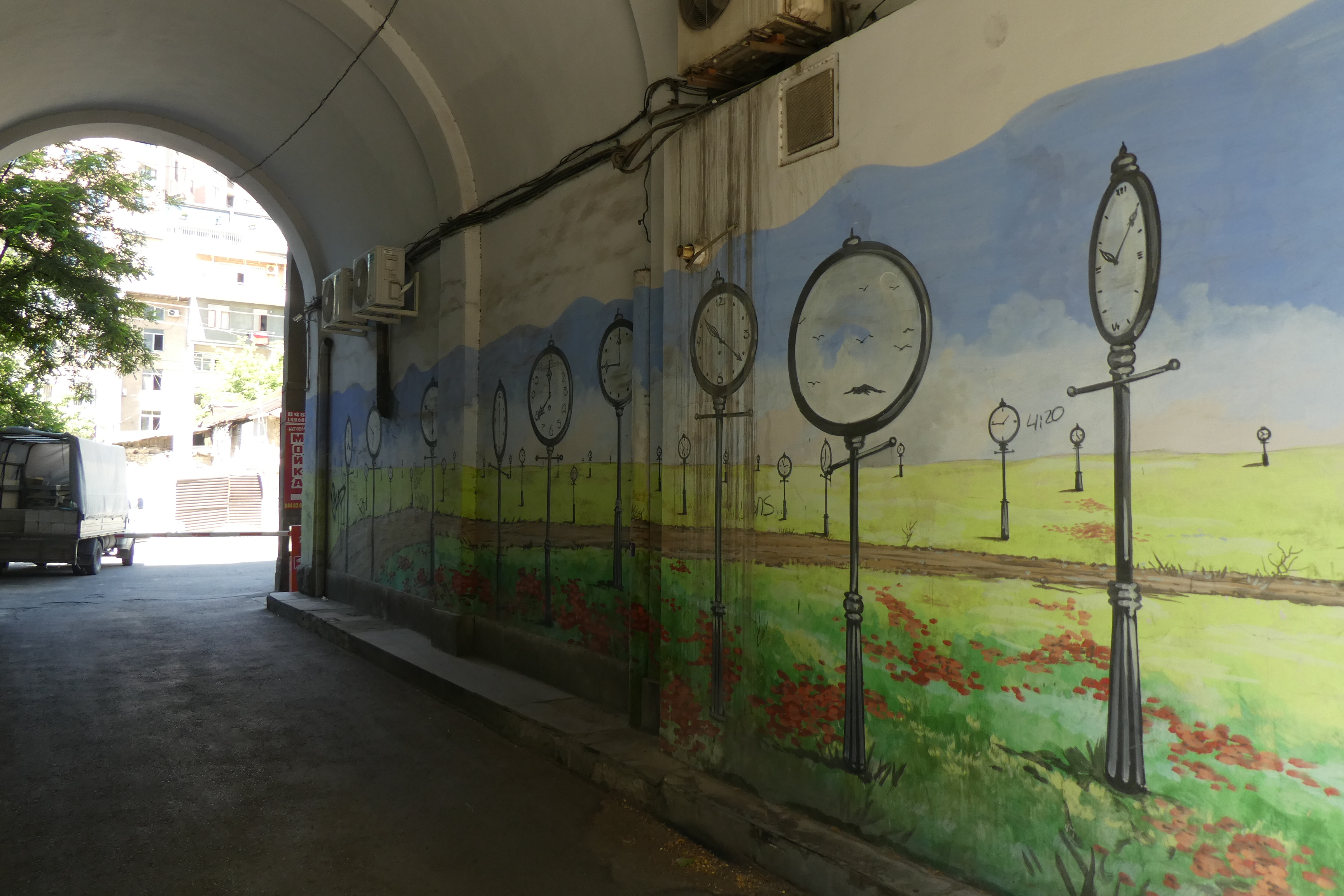
Одна из расписанных подворотен дома
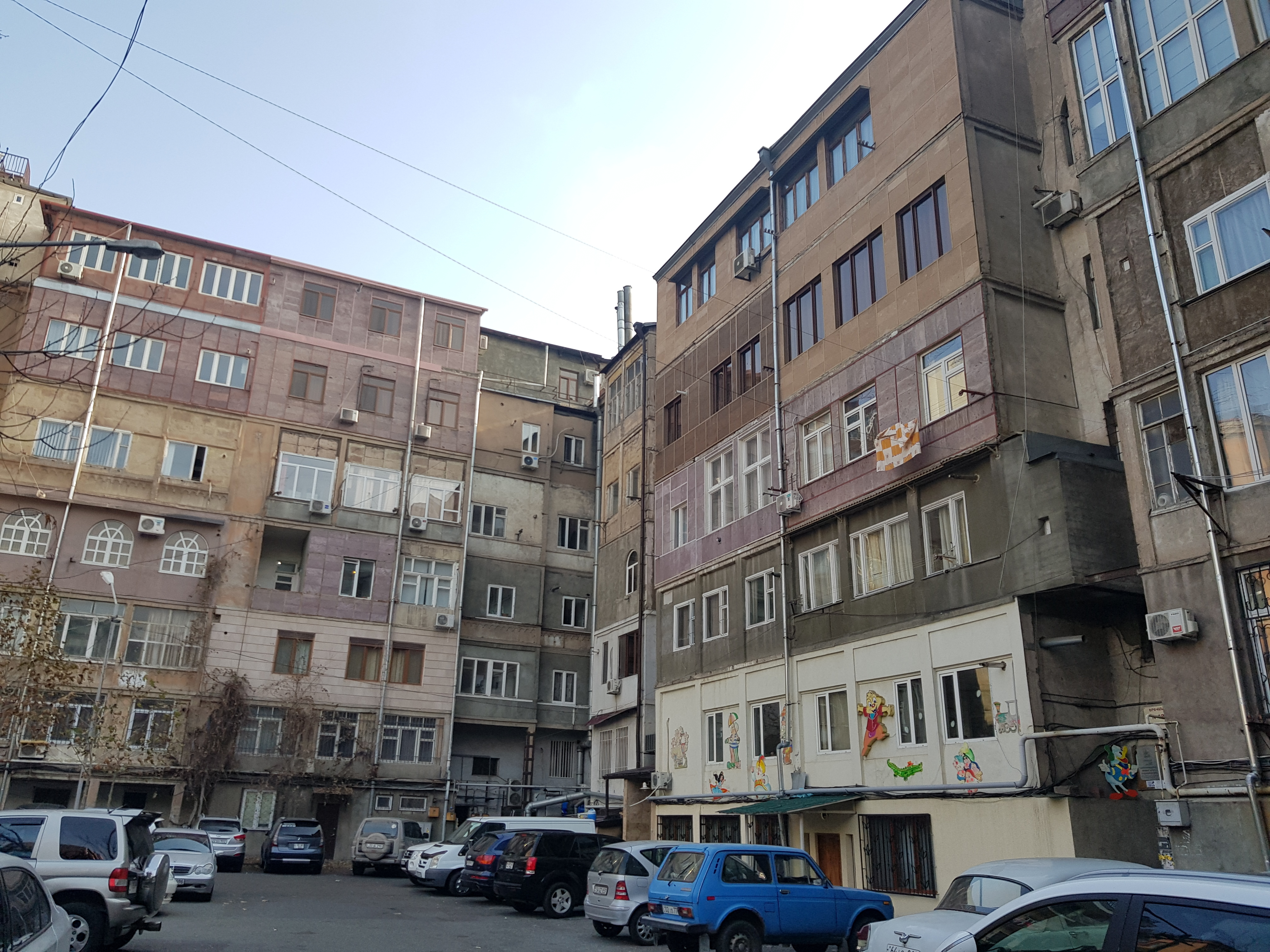
Вид на дом со стороны внутреннего двора
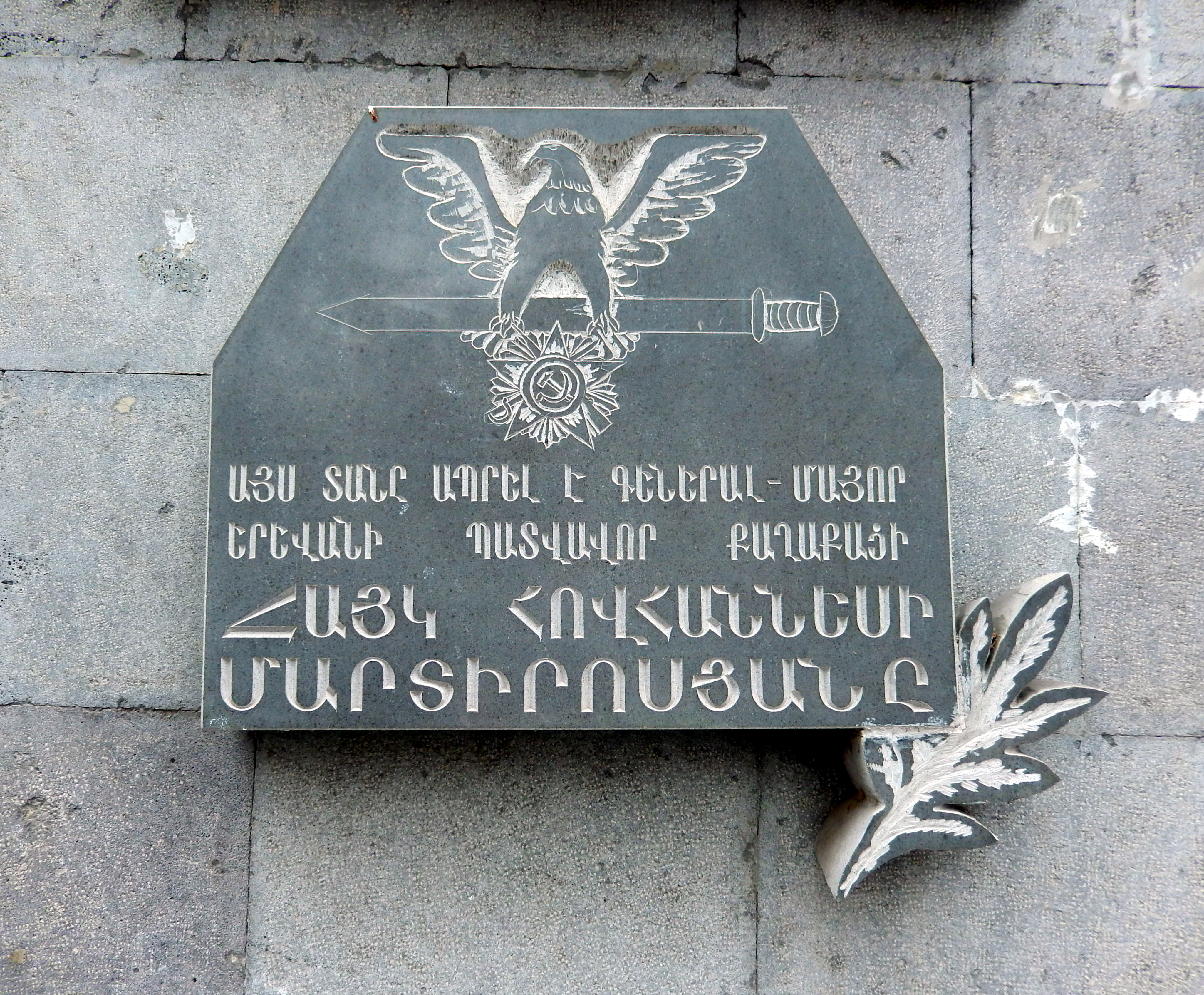
Мемориальная доска, посвящённая Гайку Мартиросяну
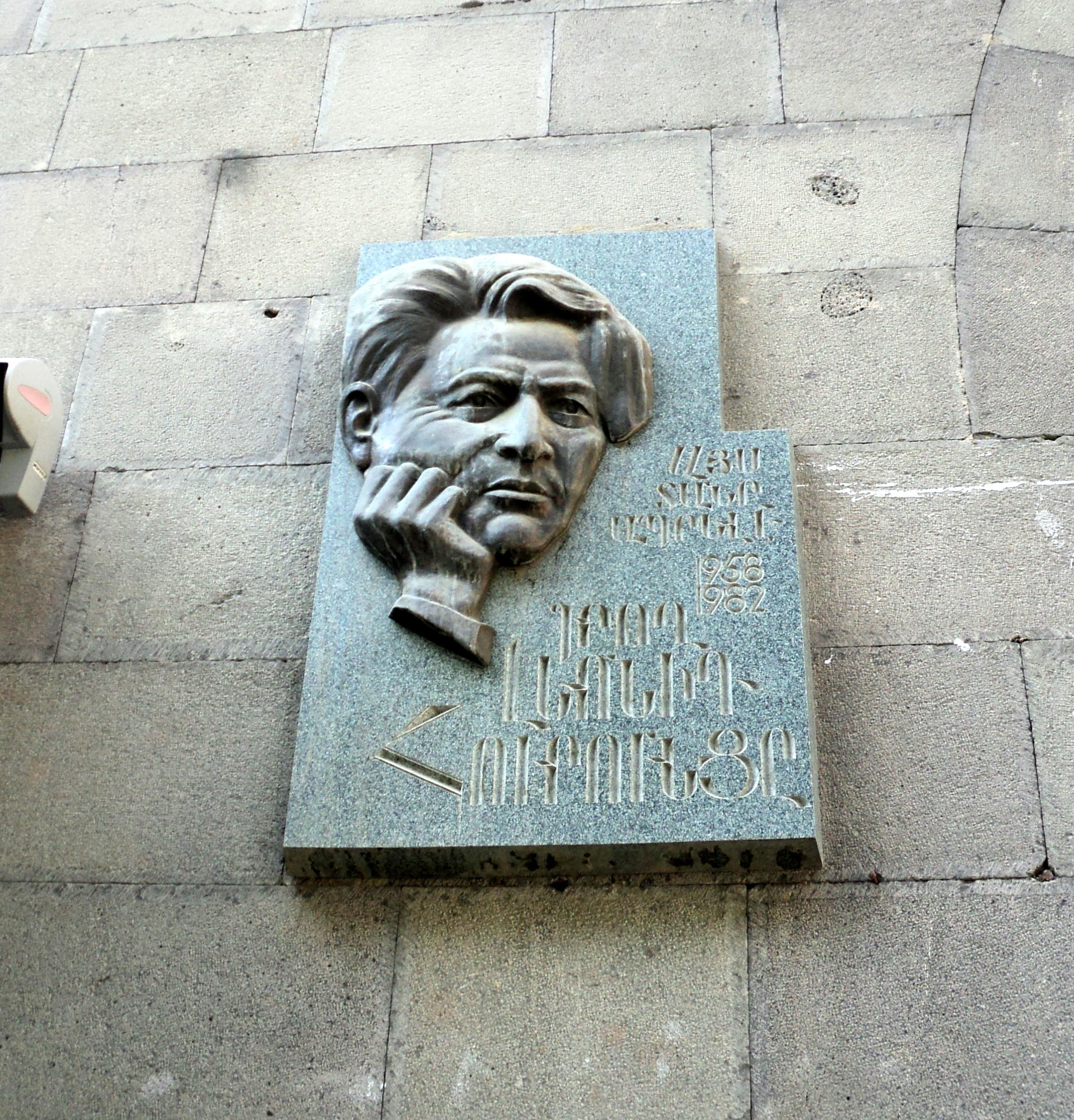
Мемориальная доска, посвящённая Леониду Гурунцу
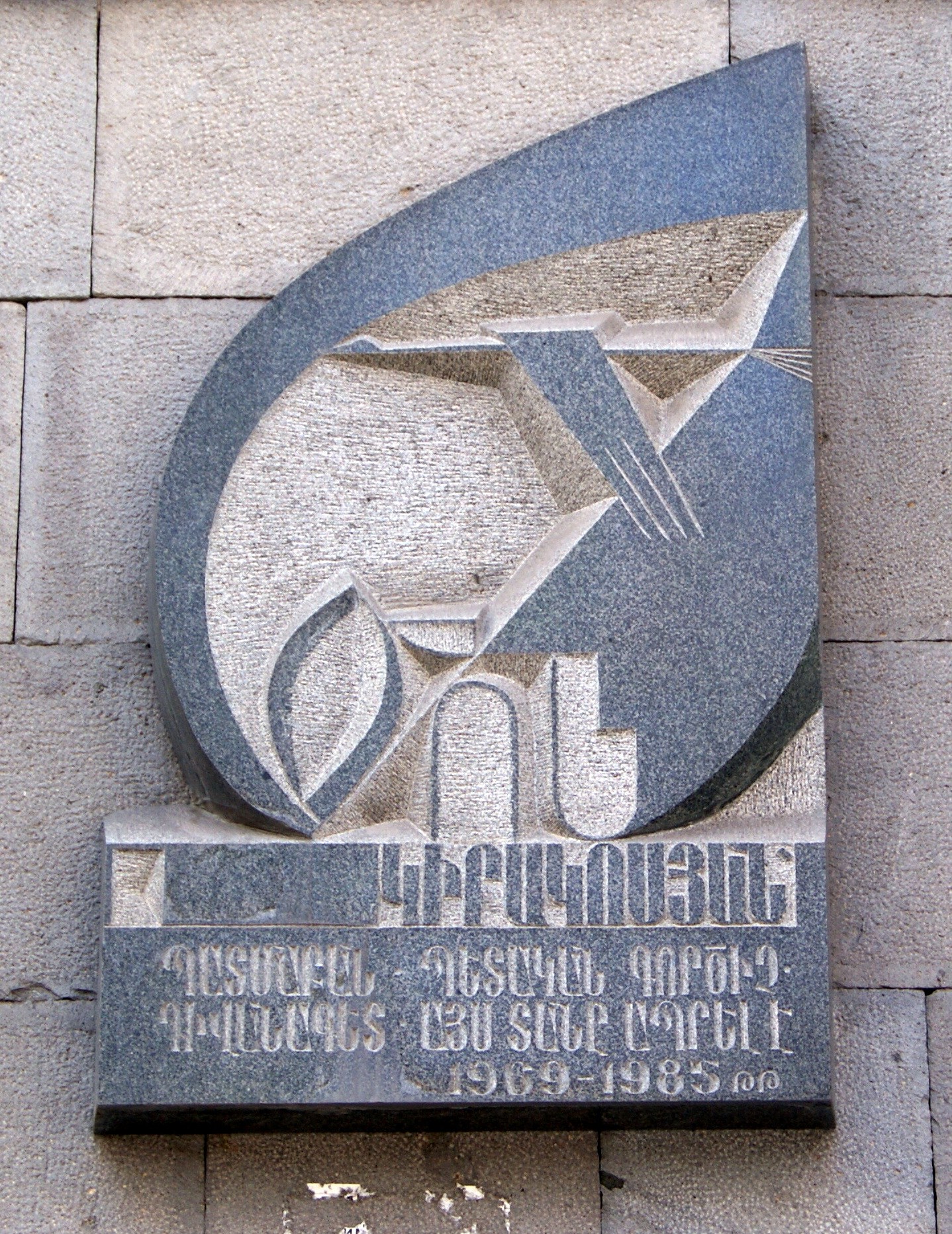
Мемориальная доска, посвящённая Джону Киракосяну